# إيغور كليبانوف
إيغور كليبانوف (بالإنجليزية: Igor Klebanov) (و. 1962 – م) هو فيزيائي من الولايات المتحدة الأمريكية . ولد في روسيا .
وهو عضواً في الأكاديمية الأمريكية للفنون والعلوم .

## التعليم
تعلم في جامعة برنستون، ومعهد ماساتشوست للتكنولوجيا

## مناصب وهيئات
أدار جامعة برنستون.

## جوائز
حصل على جوائز منها:
- زمالة غوغنهايم.